# Marianne Vind

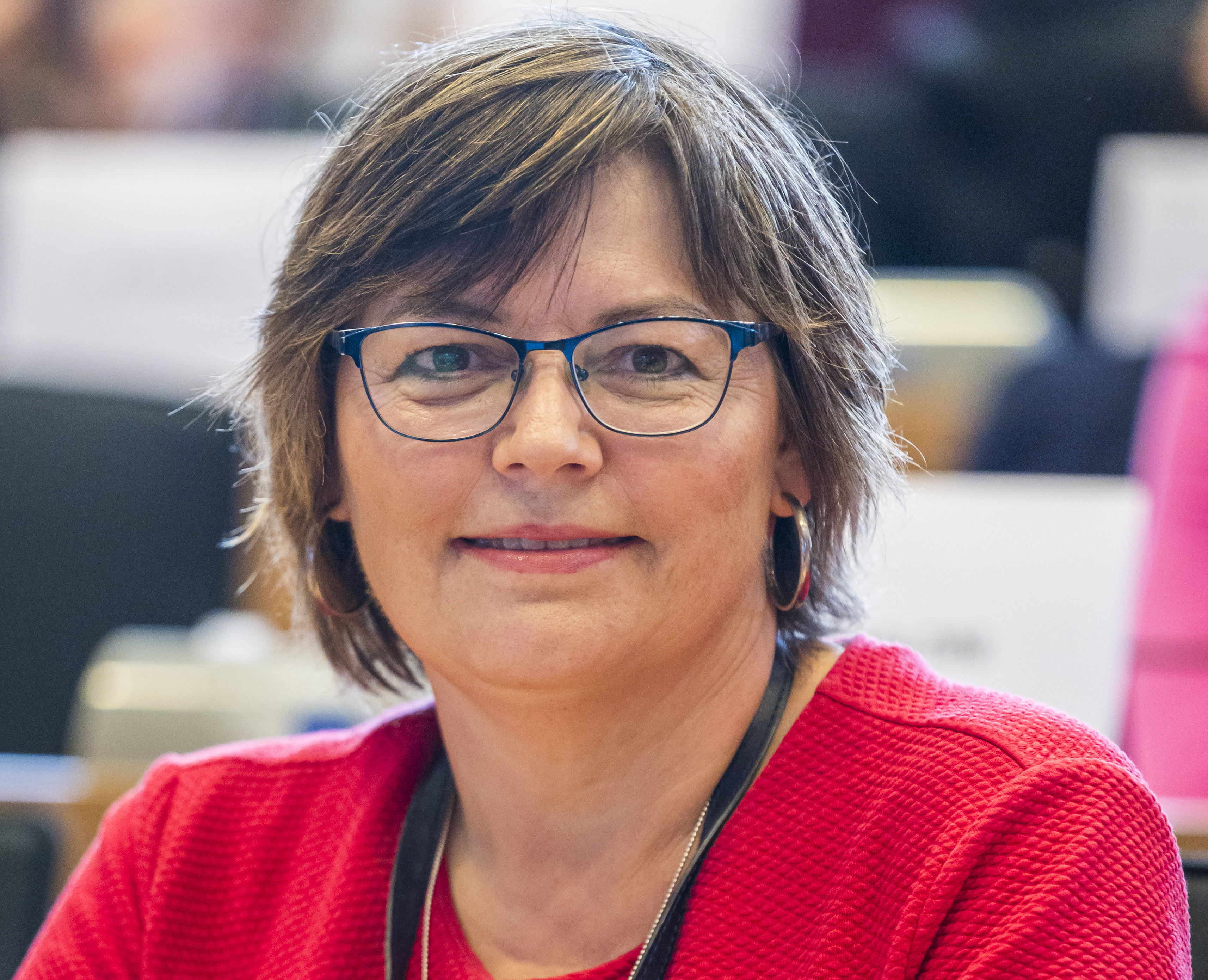
Marianne Vind (2024)

Marianne Vind (nascida em 1970) é uma sindicalista dinamarquesa e política dos sociais-democratas que é deputada ao Parlamento Europeu desde 2019, altura em que substituiu Jeppe Kofod.

## Carreira política
Além das atribuições na comissão, Vind faz parte da delegação do parlamento para as relações com os países do Sudeste Asiático e da Associação das Nações do Sudeste Asiático (ASEAN). Ela também é membro do Intergrupo do Parlamento Europeu sobre Deficiência.